# Ceropegia bosseri
Ceropegia bosseri är en oleanderväxtart som beskrevs av Werner Rauh och Buchloh. Ceropegia bosseri ingår i släktet Ceropegia och familjen oleanderväxter. Inga underarter finns listade i Catalogue of Life.